# Xaguin
Xaguin o Šaguin era el càrrec més alt de l'exèrcit sumeri equivalent a general-governador militar. Es va crear després del 2200 aC. Apareix per primer cop a Lagaix i després va passar a altres ciutats.
La Tercera dinastia d'Ur que governava Sumer cap a l'any 2110 aC, va ser fundada per un xaguin anomenat Ur-Nammu al que s'havia encomanat el govern militar de la ciutat. Durant aquest imperi es va mantenir el càrrec i encara va estendre les seves funcions a les ciutats que no tenien un príncep local (ensi), on el xagin ocupava ambdues funcions.